# Евстасий Неаполитанский
Евстасий (также Евстаций и Евстахий; II—III века) — епископ Неаполя; святой (день памяти — 29 марта).
Имеется мало сведений, связанных со святым Евстасием. Два средневековых текста, «Деяния неаполитанских епископов» (около IX века) и «Каталог неаполитанских епископов» (X век), указывают на него как на седьмого епископа Неаполя, преемника святого Агриппина и предшественника Эфеба. Святой Евстасий жил в первой половине III века, задолго до 343 года, исторически задокументированной даты, относящейся к святому Фортунату, девятому неаполитанскому епископу.
Согласно «Каталога неаполитанских епископов», Евстасий был епископом 17 лет во время понтификатов пап римских Антера (235—236) и Фабиана (236—250). В «Деяниях неаполитанских епископов» сообщается, что его останки были перенесены примерно в IX веке «in altario beate Dei genitricis semperque virginis Mariae, que dicitur Cosmidi», то есть в главный алтарь церкви, отождествляемый с алтарём храма Санта-Мария-ин-Козмедин (или Портанова).
Его почитание как святого было подтверждено папой Львом XIII в 1884 году.